# Trenton (Géorgie)
Pour les articles homonymes, voir Trenton.
La ville de Trenton est le siège du comté de Dade, dans l’État de Géorgie, aux États-Unis. Sa population s’élevait à 2 301 habitants lors du recensement de 2010, estimée à 2 233 habitants en 2017.

## Histoire
Trenton a été incorporée en 1854.

## Démographie
| 1870 | 1880 | 1890 | 1900 | 1910 | 1920 |
| ---- | ---- | ---- | ---- | ---- | ---- |
| 223  | 255  | 378  | 349  | 302  | 295  |

| 1930 | 1940 | 1950 | 1960  | 1970  | 1980  |
| ---- | ---- | ---- | ----- | ----- | ----- |
| 370  | 570  | 755  | 1 301 | 1 523 | 1 682 |

| 1990  | 2000  | 2010  | - | - | - |
| ----- | ----- | ----- | - | - | - |
| 1 994 | 1 942 | 2 301 | - | - | - |

## Source
- (en) Cet article est partiellement ou en totalité issu de l’article de Wikipédia en anglais intitulé « Trenton, Georgia » (voir la liste des auteurs).